# Bregmaceros pescadorus
Bregmaceros pescadorus är en fiskart som beskrevs av Shen, 1960. Bregmaceros pescadorus ingår i släktet Bregmaceros och familjen Bregmacerotidae. Inga underarter finns listade.